# Gephyrina alba
Gephyrina alba là một loài nhện trong họ Philodromidae.
Loài này thuộc chi Gephyrina. Gephyrina alba được Eugène Simon miêu tả năm 1895.